# Sevmorput
Il cargo Sevmorput (progetto 10081 secondo la classificazione russa) è l'unica nave portacontainer a propulsione nucleare in servizio oggi nel mondo. Il suo nome deriva da quello della principale base di sottomarini atomici sovietici.

## Sviluppo
Il progetto 10081 deriva da una specifica emessa dal Ministero della Marina e dal Ministero dei Cantieri Navali il 30 maggio 1978. Tra le specifiche, vi era quella di essere in grado di navigare attraverso i ghiacci, in modo da essere in grado di operare anche nelle regioni settentrionali della Siberia. La costruzione iniziò nel cantiere navale di Kerč' nel giugno 1982, e si concluse nel 1988. La nave entrò in servizio il 31 dicembre dello stesso anno.

## Tecnica
Il Sevmorput è munita di scafo rompighiaccio: questo gli permette di operare anche nelle regioni della Siberia Settentrionale. In particolare, può spaccare ghiaccio spesso un metro. Internamente, lo scafo è diviso in 11 partizioni stagne all'interno di 12 compartimenti, che includono anche 6 stive per il carico. La propulsione è assicurata da due reattori nucleari KLT-40, in grado di fornire una potenza di ben 40.000 hp. Inoltre, vista la natura della propulsione, questa nave non ha problemi di autonomia (necessita di rifornimento all'incirca ogni 10 anni). Il reattore contiene 150,7 chilogrammi di uranio altamente arricchito (la percentuale esatta di arricchimento non è divulgata), in lega uranio-zirconio.
Il Sevmorput ha grandi capacità di carico: infatti, può trasportare quasi 28.000 tonnellate di merce. In particolare, possono essere caricati a bordo 74 chiatte del tipo LASH-ready da 300 tonnellate l'una, oppure fino a 1.328 container standard da 20 piedi (ovviamente può caricare anche quelli da 40). I container possono essere disposti su tre livelli. Il carico può essere sistemato sul ponte principale (fino a tre strati di container) o nelle stive. Per favorire le operazioni di caricamento e scaricamento, a bordo sono presenti diverse gru, la più grande delle quali, in grado di sollevare ben 500 tonnellate, è stata costruita dalla KONE. Le altre sono utilizzate per container e carichi minori.

## Il servizio
Il Sevmorput è operativo dal 31 dicembre 1988. Da allora, ha trasportato circa 1.500.000 tonnellate di merci, percorrendo oltre 300.000 miglia. Questa nave è stata attiva quasi esclusivamente sulla rotta Murmansk-Dudinka, trasportando merci e metalli per conto della Norilsk Nikel. L'unico periodo di inattività si è avuto tra il 1998 ed il 2001, quando il Sevmorput rimase fermo perché era necessario ricaricare il reattore. I tempi sono stati molto lunghi a causa della mancanza di fondi. Nell'agosto 2007, la Murmansk Shipping Company ha annunciato che la nave sarebbe stata modificata per svolgere operazioni di trivellazione petrolifera. La conversione sarebbe dovuta avvenire entro 18 mesi.